# Serra Morinyol
La Serra Morinyol o Lo Morinyol és una muntanya de 363 metres que es troba al municipi de Bellcaire d'Urgell, a la comarca catalana de la Noguera.
Al cim podem trobar-hi un vèrtex geodèsic (referència 258107001).